# Domarnäs skogsskola

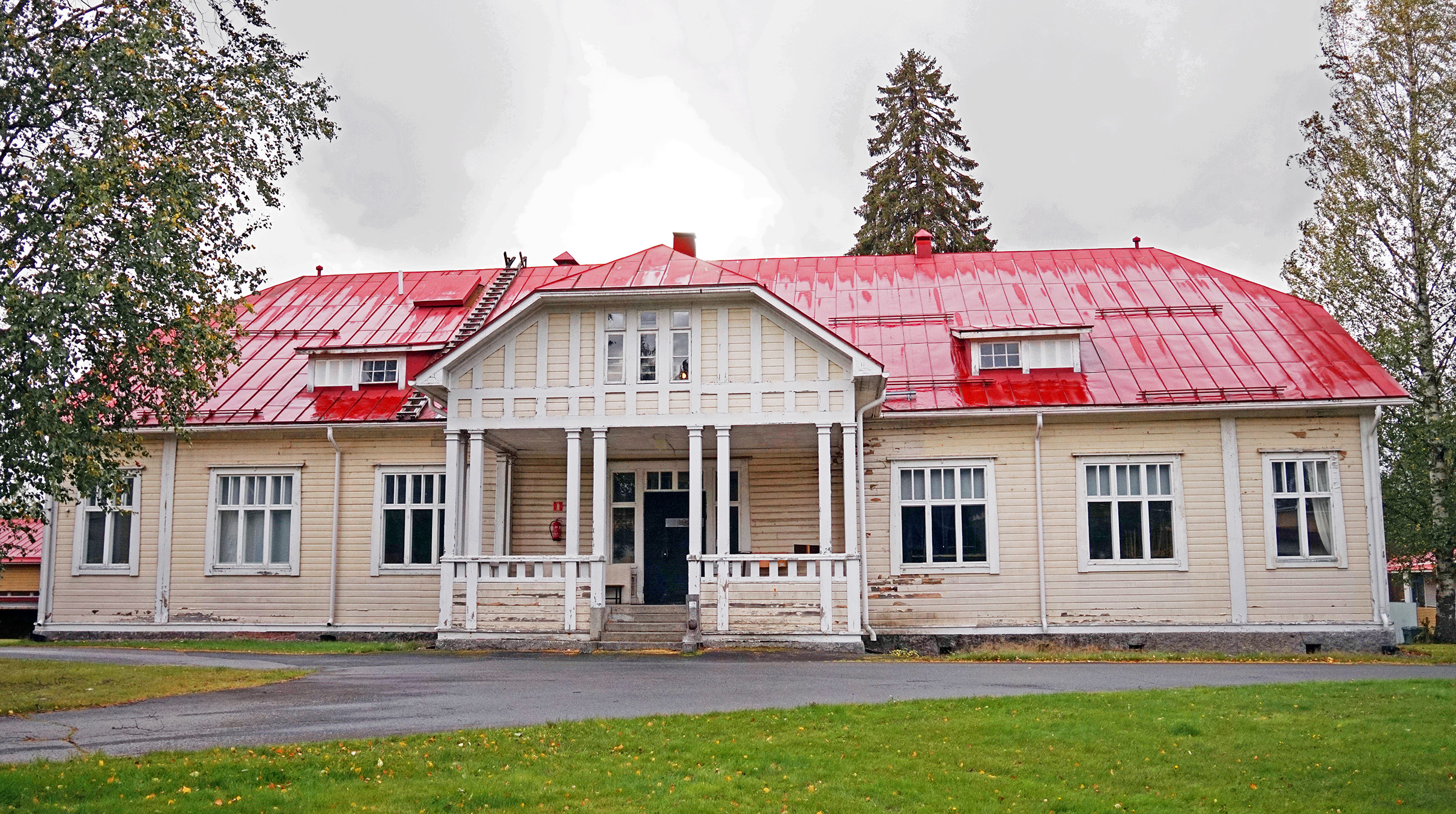
Elevbyggnad

Domarnäs skogsskola (finska: Tuomarniemen metsäoppilaitos) är en finländsk skogsskola i Etseri i Södra Österbotten, som grundades 1903 som en skogvaktarskola. Idag erbjuder den grundutbildning i skogsbruk, som en del av Utbildningscentrum Sedu i Södra Österbotten.

## Historik
Den första skogsskolan i Finland var Evois skogshögskola i Lammi, som grundades 1858. Under de sista åren av 1800-talet etablerades skogsskolor i Etseri, Pieksämäki och Rovaniemi som en del av en allmän statlig satsning på utbildning för jord- och skogsbruk.
Domarnäs jägmästarskola grundades 1903 på tomten till Jyväskylä häradsdomares kontorsbyggnad. De första träbyggnaderna i jugendstil färdigställdes 1904 och flera senare på 1910-talet. Staten förvärvade skogsgårdar i Etseri som övningsplatser för skolan, där olika återplanteringsförsök genomfördes. Tack vare det växer bland annat lärk och främmande trädslag i regionen. 
År 1997 övertogs Domarnäs av Seinäjoki yrkeshögskola. Denna bedrev skoglig utbildning där till 2013, då den överfördes till Seinäjoki och Ilmajoki. Idag bedrivs i Domarnäs Sedus grundutbildning i skogsbruk.
Under årens lopp har skolans namn skiftat:
- Domarnäs skogvaktarskola (1903–1922)
- Domarnäs skogsskola (1922–1964)
- Domarnäs skogshögskola (1965–1987)
- Domarnäs skogsskola (1988–2004)
- Seinäjoki utbildningscentrum, lantbruks- och skogshögskola (2005–2007)
- Utbildningscentrum Sedu, Etseri, (2008–)

## Första världskriget
Elever vid Evois skogshögskola i Lammi och Domarnäs skogsskola utgjorde under Finska inbördeskriget flertalet i den estniske kaptenen Hans Kalms bataljon, som gjorde sig ökänd för krigsförbrytelser. De deltog bland annat i massmorden i sjukstugan i Harmoinen den 10 mars 1918 och i avrättningen av minst ett hundra kvinnliga fångar i Hennala fångläger i Lahtis den 9 maj 1918.